# Fontana delle Conchiglie (Napoli)

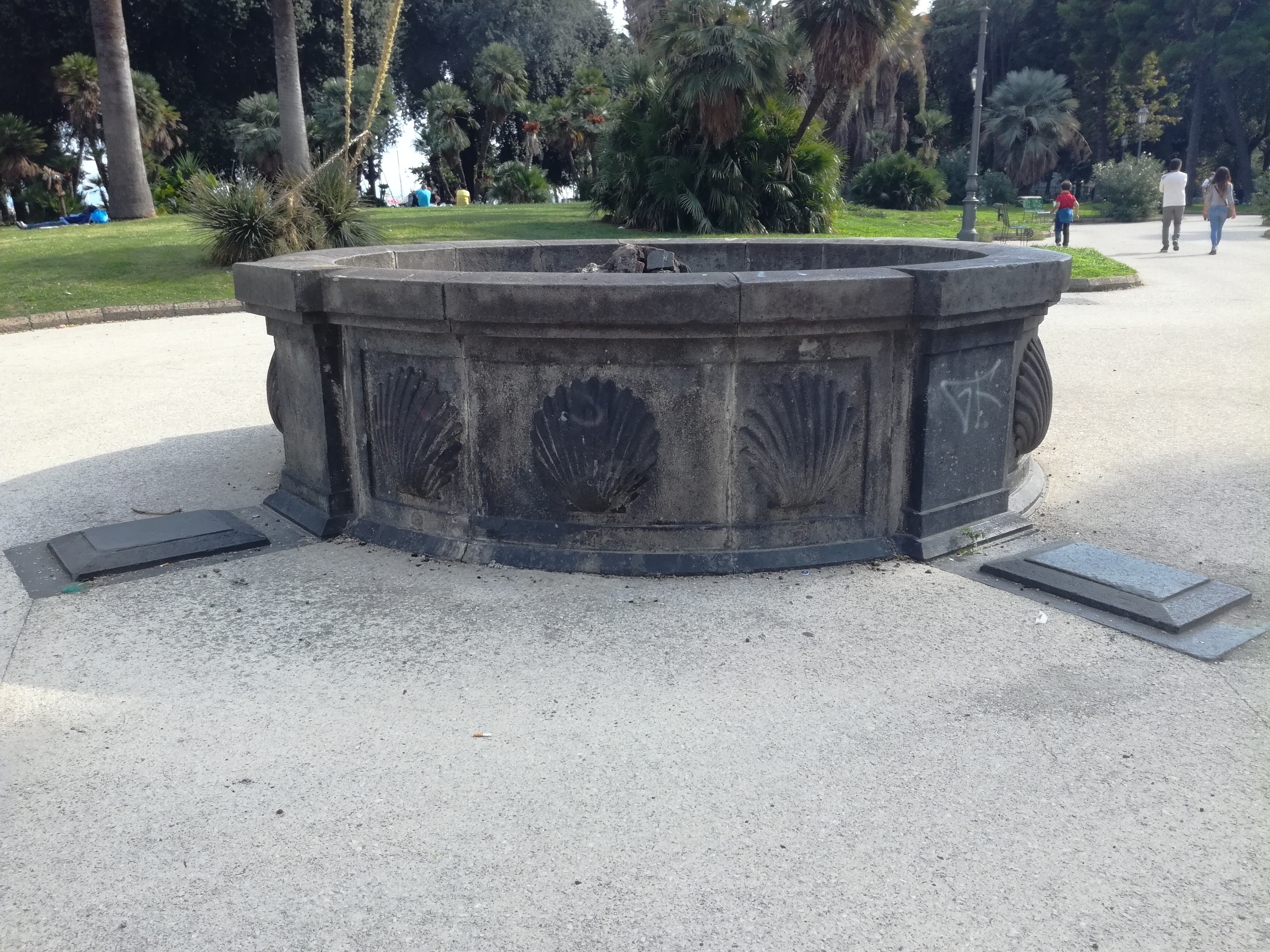
La fontana (in cattivo stato di conservazione)

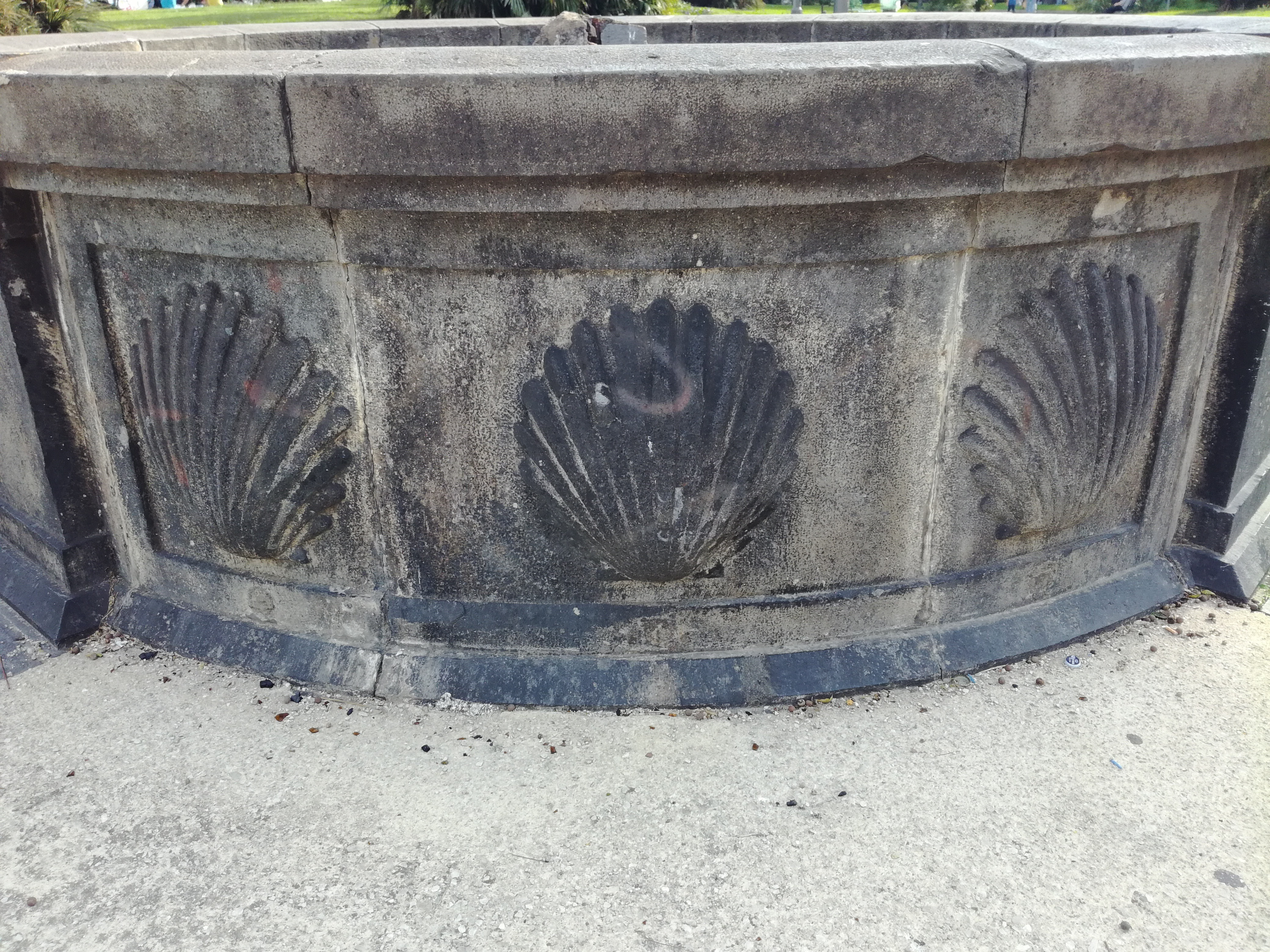
Particolare

La fontana delle Conchiglie è una fontana storica di Napoli, ubicata nei giardini del Molosiglio in via Acton.
Costruita su disegno dell'ingegnere Domenico Angeloni nel 1938, la fontana in origine era parte integrante della fontana dei Papiri. Essa è caratterizzata da una vasca circolare in piperno decorata da dodici conchiglie divise in quattro gruppi da tre. Al centro, insiste uno scoglio che termina col gettante.
La struttura, attualmente, risulta in cattivo stato di conservazione.